# Pniewko (Pniewo)
Pniewko – niestandaryzowana kolonia wsi Pniewo w Polsce położona w województwie zachodniopomorskim, w powiecie gryfickim, w gminie Płoty.
Na początku lat 1930. tu znajdowała się kolonia Charlottenhof, położona w gminie Pinnow, należącej do powiatowi Regenwalde Prowincji Pomorze.
W latach 1975–1998 miejscowość administracyjnie należała do województwa szczecińskiego.